# Horgenkulturen
Horgen-kultur är en senneolitisk kultur i norra och västra Schweiz och delar av södra Tyskland, namngiven efter fyndorten Horgen vid Zürichsjön i Schweiz. 
Den karaktäristiska keramiken består av grova, tjockväggiga spannformade kärl som är dekorerade med pålagda band. Horgenkulturens keramik liknar SOM-kulturens kärl.